# Adel Bagrou
Adel Bagrou är en kommun i departementet Amourj i regionen Hodh Ech Chargui i Mauretanien. Kommunen hade 47 829 invånare år 2013.